# Biesboschkapel
De Biesboschkapel is een voormalig hervormd kerkgebouw in de tot de Noord-Brabantse gemeente Altena behorende Kievitswaard, gelegen aan Bandijk 47.

## Geschiedenis
De hervormde gemeente van Werkendam organiseerde sinds 1929 al kerkdiensten voor de bewoners van de Biesbosch. Dit gebeurde in de openbare Biesboschschool die later een christelijke school werd.
In 1951 werd een houten kerkje in gebruik genomen, feitelijk een langwerpig noodgebouwtje onder zadeldak, voorzien van een dakruiter. In 2004 werd hier de laatste dienst gehouden. In de Werkenpolder, ten oosten van de kern van Werkendam, werd toen de Biesboschkerk in gebruik genomen. Blijkbaar was de vervoersmogelijkheid vanuit de Kievitswaard naar Werkendam toen al sterk verbeterd.
In de Biesboschkapel kwam een kunstenaar wonen. In 2023 werd er een restaurant ingericht.